# صموئيل ولز
صموئيل ولز (بالإنجليزية: Samuel Wells) هو قاضي ومحامي وسياسي أمريكي، ولد في 15 أغسطس 1801 في دورهام في الولايات المتحدة، وتوفي في 15 يوليو 1868 في بوسطن في الولايات المتحدة. نشط حزبياً في الحزب الديمقراطي. وقد انتخب حاكم مين ‏ (2 يناير 1856 – 8 يناير 1857) وانتخب عضو مجلس نواب مين.